# Strumigenys fridericimuelleri
Strumigenys fridericimuelleri (лат.) — вид мелких муравьёв из Attini (ранее в Dacetini, подсемейство Myrmicinae).

## Распространение
Центральная и Южная Америка: от Панамы и Коста-Рика до Бразилии, Парагвая и Перу.

## Описание
Длина коричневатого тела около 2 мм (от 1,8 до 2,2 мм), длина головы от 0,50 до 0,56 мм. Усики 6-члениковые. Скапус усика очень короткий, дорзо-вентрально сплющенный и широкий. Мандибулы узкие субтреугольные с 5—7 мелкими зубцами. Стебелёк между грудкой и брюшком состоит из двух члеников: петиолюса и постпетиолюса (последний четко отделен от брюшка), жало развито, куколки голые (без кокона). Хищный вид, охотится на мелкие виды почвенных членистоногих. 
Вид был впервые описан в 1886 году Огюстом Форелем по материалам из Америки, а его валидный статус был подтверждён в ходе ревизии американским мирмекологом Уильямом Брауном и британским мирмекологом Барри Болтоном.
Вид включён в состав видовой группы Strumigenys alberti вместе с несколькими американскими видами (Strumigenys alberti, S. conspersa, S. furtiva, S. nigrescens, S. parsauga, S. sublucida).